# كأس لاتفيا 2017
كأس لاتفيا 2017 (باللاتفية: 2017. gada Latvijas Kauss futbolā)‏ هو موسم من كأس لاتفيا. أقيم خلال الفترة 28 مايو 2017 وحتى 18 أكتوبر 2017، وأشرف على تنظيمه اتحاد لاتفيا لكرة القدم، وكان عدد الأندية المشاركة فيه 52، وفاز فيه نادي ليبايا.